# Подзамче (гміна Пекошув)
Подзамче (пол. Podzamcze) — село в Польщі, у гміні Пекошув Келецького повіту Свентокшиського воєводства.
Населення — 553 особи (2011).
У 1975—1998 роках село належало до Келецького воєводства.

## Демографія
Демографічна структура на день 31 березня 2011 року:
|          | Загалом | Допрацездатний вік | Працездатний вік | Постпрацездатний вік |
| -------- | ------- | ------------------ | ---------------- | -------------------- |
| Чоловіки | 281     | 59                 | 209              | 13                   |
| Жінки    | 272     | 76                 | 157              | 39                   |
| Разом    | 553     | 135                | 366              | 52                   |